# Накопление капитала (книга)
«Накопление капитала. К вопросу об экономическом объяснении империализма» (нем. Die Akkumulation des Kapitals: Ein Beitrag zur ökonomischen Erklärung des Imperialismus, дословно — «вклад в экономическое объяснение империализма») — книга Розы Люксембург, впервые опубликованная в 1913 году; единственная работа Люксембург по экономике, опубликованная при её жизни. В работе Люксембург выдвинула тезис, что увеличение накопления капитала возможно лишь за счёт расширения сфер эксплуатации «некапиталистической среды» менее развитых стран, опираясь на который определила империализм как политику борьбы капиталистических государств за остающуюся вне сферы их контроля часть «мировой некапиталистической среды». В работе Люксембург противопоставила страны «центра», где возможна буржуазная демократия, «периферии», и от работы «ведут свой род» мир-системный анализ и теория зависимого развития.
Хотя современные марксисты считают книгу важнейшей из сочинений Люксембург и признают работу важным вкладом в марксистскую теорию, и за рубежом она до сих пор переиздаётся, последнее издание на русском языке вышло в 1934 году.

## Содержание
Книга состоит состоит из трёх следующих разделов:
1. Проблема воспроизводства
2. История проблемы
  1. Первый спор: Сисмонди—Мальтус и Сэй—Рикардо, Мак Куллох
  2. Второй спор: Спор между Родбертусом и Кирхманном
  3. Третий спор: Струве-Булгаков-Туган-Барановский против Воронцова-Николай-она
3. Исторические условия накопления

После выхода книги в ответ на критические рецензии таких авторов-марксистов, как Густав Экштейн и Отто Бауэр, Люксембург написала работу «Антикритика»: «Накопление капитала или что эпигоны сделали из теории Маркса». В последнем издании книги на русском, вышедшем в 1934 году, она составляет второй том.
Полемизируя с предшествующими авторами, Люксембург утверждает, что капитализму необходимо постоянно расширяться в некапиталистические области, чтобы получить доступ к новым источникам предложения, рынкам прибавочной стоимости и источникам рабочей силы. По мнению Люксембург, Маркс допустил ошибку в «Капитале», заключающуюся в том, что пролетариат не мог позволить себе покупать товары, которые он производил, из чего следовало, что капиталисты не могут получать прибыль в закрытой капиталистической системе, поскольку спрос на товары был бы слишком низким, и большая часть стоимости товаров не может быть преобразована в деньги. По мнению Люксембург, капиталисты стремились получить прибыль за счет выгрузки товарных излишков в некапиталистические экономики, из чего выходит феномен империализма к менее развитым странам, то есть к этим некапиталистическим экономикам; в противном случае происходит перенакопление капитала. На периферии продолжают существовать и даже развиваться различные хозяйственные уклады, доставшиеся находящимся там обществам от предшествующих исторических эпох. Периферийных некапиталистические экономики поглощаются капиталистической системой; периферийные элиты вовлекаются в мировое хозяйство и внешне приобретают буржуазную форму, и внешне обуржуазиваясь, периферийные элиты используют более примитивные и жестокие методы эксплуатации; в этих экономиках сохраняются уклады с собственной логикой воспроизводства, не совпадающей с циклом мирового рынка; эти уклады обеспечивают центр дешёвыми ресурсами, при кризисе мирового рынка именно они становятся важнейшими рынками сбыта. Кризис перенакопления капитала совпадает с экспансией буржуазии центра. Рано или поздно вся некапиталистическая периферия будет втянута в те или иные экономические отношения с капиталистическим центром, что должно привести к невозможности расширения системы вширь и дальнейшего накопления капитала, то есть автоматическому краху капитализма.

## Восприятие и влияние
Книга подверглась резкой критике со стороны со стороны социал-демократической печати и немарксистских экономистов на том основании, что ее логика была замкнутой в провозглашении невозможности получения прибыли в закрыто-капиталистической системе, и что ее теория «недостаточного потребления» была слишком грубой, что из книги следует вывод об «автоматическом крахе капитализма», что «в книге игнорируется роль пролетариата как могильщика капитализма и роль его политической борьбы вообще». Среди современников Люксембург Франц Меринг восторженно оценил книгу как «наиболее значительное явление с тех пор, как Маркс и Энгельс взялись за перо», а критику работы Люксембург, особенно со стороны австро-марксистов, таких как Густав Экштейн и Рудольф Гильфердинг, назвал «шедевром марксистского поповства»
Владимир Ленин прочитал произведение в 1913 году, «когда его политические отношения с Розой Люксембург были наихудшими», и оставил критические заметки на полях, полные восклицаний типа «ерунда» и «смешно», «указывающие, что он старался придраться при малейшей возможности», а «описание страданий негров в Южной Африке» Ленин оценил как «не-марксистское» В письме к Каменеву он указывал: «Читал новую книгу Розы „Die Akkumulation des Kapitals“. Наврала жестоко! Переврала Маркса. Я очень рад, что и Паннекук и Экштейн и О. Бауэр её единодушно осудили и сказали против неё то, что я в 1899 г. говорил против народников. Собираюсь писать о Розе в „Просвещении“ для № 4». Ленин составил план статьи «Неудачное дополнение теории Маркса Розой Люксембург», и статистические таблицы, делал выписки из «Капитала», однако его статья в печати так и не появилась, и в «Империализм как высшая стадия капитализма» специально с Люксембург Ленин не полемизирует. Ханна Арендт следующим образом комментировала критику со стороны Ленина: «Ленин мгновенно понял, что, независимо от своих преимуществ и недостатков, это описание принципиально не марксистское. Оно противоречило самим основам марксистской и гегелевской диалектики, утверждавшей, что любой тезис непременно порождает свой антитезис (буржуазное общество порождает пролетариат), так что всё течение процесса остаётся зависимым от первоначального фактора, служившего его причиной. Ленин указывал, что, с точки зрения материалистической диалектики, её тезис относительно того, что расширенное капиталистическое воспроизводство невозможно в рамках замкнутой экономики и должно поглощать другие экономики, чтобы вообще функционировать, является фундаментальной ошибкой. Единственная досада, что эта — с точки зрения абстрактного марксизма — ошибка исключительно правильно описывала реальное положение вещей. Её детальное „описание страданий негров в Южной Африке“ тоже было очевидно „не-марксистским“, но кто сегодня станет отрицать, что оно вполне уместно в книге об империализме?»
Л. Терещенков писал, что в то время как для Люксембург «империализм это неотъемлемое корневое качество капитализма», для Ленина и Гильфердинга он был лишь новейшей стадией: у второго наряду с эксплуатацией периферии «возможны и инвестиции в странах капиталистического центра, инвестиции в „долгую“ инфраструктуру и платежеспособный спрос населения», у первого — «этап глобальной конкуренции крупнейших монополий за капитал, ресурсы и рынки», ведущий к социалистической перестройки экономики.
В СССР идеи Люксембург с 1930-х годов стали официально осуждаться, и Сталин связывал их с троцкизмом и меньшевизмом, утверждая, что «Парвус и Роза Люксембург» «сочинили утопическую и полуменьшевистскую схему перманентной революции» которая Троцким была «превращена в орудие борьбы против ленинизма». В последнем издании в СССР, ставшим последним изданием книги на русском, вышедшем в 1934 году, в предисловии В. Мотылев писал о «несоответствии между субъективно-революционными намерениями автора и объективным антиреволюционным смыслом его центральных идей»; автор предисловия, противопоставляя «неправильную» теорию Люксембург «ревизионистского характера» ленинской теории империализма и связывая идеи Люксембург с Троцким и «„левыми“ социал-фашистами», приводит слова Кагановича: «троцкисты не могут сейчас выступать под опозоренным, контрреволюционным знаменем Троцкого, которое подхвачено теперь самыми лютыми, злейшими врагами пролетарской диктатуры. А поэтому открытые и скрытые троцкисты подхватывают новое знамя, знамя люксембургианства».
После смерти Люксембург Дьёрдь Лукач оценивал работу и «Государством и революцией» Ленина как два «основополагающих труда, которыми начинается теоретическое возрождение марксизма»: «„Накопление капитала“ вновь берет на вооружение метод и постановку вопроса молодого Маркса, содержащиеся в „Нищете философии“». Критику работы он описывал так: «критики Розы Люксембург обошли вниманием решающую главу книги („Исторические условия накопления“) и последовательно поставили вопрос в следующей форме: являются ли правильными формулы Маркса, которые базируются на основе методологически изолированного предположения о состоящем из капиталистов и пролетариев обществе? И каким образом их можно лучше всего истолковать? Критики совершенно проигнорировали то, что данное предположение у самого Маркса было лишь методологическим приемом, нужным для более ясного понимания проблемы, от которого, однако, следовало переходить к более широкой постановке вопроса, ориентированной на тотальность общества. Они проигнорировали, что Маркс сам сделал этот шаг применительно к так называемому первоначальному накоплению в первом томе „Капитала“; они — сознательно или бессознательно — не замечали того, что весь „Капитал“ является фрагментом именно в отношении этого вопроса, обрывающимся как раз там, где должна была фигурировать данная проблема…».
Борис Кагарлицкий назвал книгу «одним из основополагающих текстов современного марксизма», и что хотя теоретики мир-системной школы изменили терминологию Люксембург, они сохранили логику её работы; тезис Люксембург был новым для ортодоксальных марксистов, считавших капитализм замкнутой системой, из-за этого не рассматривавших развитие стран зависящим от других стран, вместо этого считая, что «все страны проходят одни и те же этапы, догоняя друг друга».